# Hit the Floor/Episodenliste
Diese Episodenliste enthält alle Episoden der US-amerikanischen Dramaserie Hit the Floor, sortiert nach der US-amerikanischen Erstausstrahlung. Zwischen 2013 und 2018 entstanden in vier Staffeln insgesamt 41 Episoden mit einer Länge von jeweils etwa 42 Minuten.

## Übersicht
| Staffel | Episodenanzahl | Erstausstrahlung USA | Erstausstrahlung USA | Deutschsprachige Erstausstrahlung | Deutschsprachige Erstausstrahlung |
| Staffel | Episodenanzahl | Staffelpremiere      | Staffelfinale        | Staffelpremiere                   | Staffelfinale                     |
| ------- | -------------- | -------------------- | -------------------- | --------------------------------- | --------------------------------- |
| 1       | 10             | 27. Mai 2013         | 29. Juli 2013        | 11. August 2014                   | 13. Oktober 2014                  |
| 2       | 12             | 26. Mai 2014         | 11. August 2014      | 3. Dezember 2015                  | 3. Dezember 2015                  |
| 3       | 10             | 18. Januar 2016      | 28. März 2016        | 6. Dezember 2019                  | 27. Dezember 2019                 |
| 3       | 1              | 5. September 2016    | 5. September 2016    | 27. Dezember 2019                 | 27. Dezember 2019                 |
| 4       | 8              | 10. Juli 2018        | 28. August 2018      |                                   |                                   |

## Staffel 1
Die Erstausstrahlung der ersten Staffel war vom 27. Mai bis zum 29. Juli 2013 auf dem US-amerikanischen Kabelsender VH1 zu sehen. Die deutschsprachige Erstausstrahlung sendet der deutsche Free-TV-Sender sixx seit dem 11. August 2014.
| Nr. (ges.) | Nr. (St.) | Deutscher Titel       | Originaltitel  | Erstausstrahlung USA | Deutschsprachige Erstausstrahlung (D) | Regie                    | Drehbuch        |
| ---------- | --------- | --------------------- | -------------- | -------------------- | ------------------------------------- | ------------------------ | --------------- |
| 1          | 1         | Die Devil Girls       | Pilot          | 27. Mai 2013         | 11. Aug. 2014                         | Sanaa Hamri              | James LaRosa    |
| 2          | 2         | Auftakt               | Game On        | 3. Juni 2013         | 18. Aug. 2014                         | Tamra Davis              | James LaRosa    |
| 3          | 3         | Der erste Sieg        | Out of Bounds  | 10. Juni 2013        | 25. Aug. 2014                         | Tamra Davis              | Ayanna A. Floyd |
| 4          | 4         | Positionswechsel      | Rebound        | 17. Juni 2013        | 1. Sep. 2014                          | Daisy von Scherler Mayer | Jason Ganzel    |
| 5          | 5         | Von Frau zu Frau      | Keep Away      | 24. Juni 2013        | 8. Sep. 2014                          | Daisy von Scherler Mayer | Tonya Kong      |
| 6          | 6         | Heiße Winde           | Lights Out     | 1. Juli 2013         | 15. Sep. 2014                         | Melanie Mayron           | James LaRosa    |
| 7          | 7         | Neuanfänge            | Moving Screens | 8. Juli 2013         | 22. Sep. 2014                         | Melanie Mayron           | Ayanna A. Floyd |
| 8          | 8         | Falsches Spiel        | Fast Break     | 15. Juli 2013        | 29. Sep. 2014                         | Daisy von Scherler Mayer | Jason Ganzel    |
| 9          | 9         | Enthüllungen          | Benched        | 22. Juli 2013        | 6. Okt. 2014                          | Daisy von Scherler Mayer | James LaRosa    |
| 10         | 10        | Siege und Niederlagen | Turnover       | 29. Juli 2013        | 13. Okt. 2014                         | Millicent Shelton        | James LaRosa    |

## Staffel 2
Die Erstausstrahlung der zweiten Staffel war vom 26. Mai bis zum 11. August 2014 auf dem US-amerikanischen Kabelsender VH1 zu sehen. Die deutschsprachige Erstveröffentlichung fand am 3. Dezember 2015 auf DVD und Blu-ray statt.
| Nr. (ges.) | Nr. (St.) | Deutscher Titel          | Originaltitel    | Erstausstrahlung USA | Deutschsprachige Erstausstrahlung (D/A/CH) | Regie                    | Drehbuch                        |
| ---------- | --------- | ------------------------ | ---------------- | -------------------- | ------------------------------------------ | ------------------------ | ------------------------------- |
| 11         | 1         | Neues Spiel, neues Glück | Game Changer     | 28. Mai 2014         | 3. Dez. 2015                               | Tamra Davis              | James LaRosa                    |
| 12         | 2         | The Show Must Go On      | Passing          | 2. Juni 2014         | 3. Dez. 2015                               | Tamra Davis              | Holly Henderson & Don Whitehead |
| 13         | 3         | Hinter dem Rücken        | Behind the Back  | 9. Juni 2014         | 3. Dez. 2015                               | Jonathan Frakes          | Jason Ganzel                    |
| 14         | 4         | Die Wohltätigkeitsgala   | Full-Court Press | 16. Juni 2014        | 3. Dez. 2015                               | Jonathan Frakes          | Sarah E. Fahey                  |
| 15         | 5         | Alte Laster              | Shattered Glass  | 23. Juni 2014        | 3. Dez. 2015                               | Emile Levisetti          | James LaRosa                    |
| 16         | 6         | Vorgeführt               | Blow Out         | 30. Juni 2014        | 3. Dez. 2015                               | Emile Levisetti          | Judalina Neira                  |
| 17         | 7         | Isolation                | Isolation        | 7. Juli 2014         | 3. Dez. 2015                               | Daisy von Scherler Mayer | Holly Henderson & Don Whitehead |
| 18         | 8         | Schmutziges Spiel        | Playing Dirty    | 14. Juli 2014        | 3. Dez. 2015                               | Daisy von Scherler Mayer | Jason Ganzel                    |
| 19         | 9         | Auf Tuchfühlung          | Unguarded        | 21. Juli 2014        | 3. Dez. 2015                               | Millicent Shelton        | James LaRosa                    |
| 20         | 10        | Fast am Ziel             | Steal            | 28. Juli 2014        | 3. Dez. 2015                               | Millicent Shelton        | Sarah E. Fahey & Judalina Neira |
| 21         | 11        | Neue Bündnisse           | Sudden Death     | 4. Aug. 2014         | 3. Dez. 2015                               | James LaRosa             | Holly Henderson & Don Whitehead |
| 22         | 12        | Alles oder nichts        | Winner Takes All | 11. Aug. 2014        | 3. Dez. 2015                               | James LaRosa             | James LaRosa                    |

## Staffel 3
Die Erstausstrahlung der dritten Staffel war vom 18. Januar bis zum 28. März 2016 auf dem US-amerikanischen Kabelsender VH1 zu sehen. Die Specialfolge Til Death Do Us Part wurde erstmals am 5. September 2016 ausgestrahlt. Die deutschsprachige Erstausstrahlung sendet der Sender Joyn Primetime seit dem 6. Dezember 2019.
| Nr. (ges.) | Nr. (St.) | Deutscher Titel      | Originaltitel        | Erstausstrahlung USA | Deutschsprachige Erstausstrahlung (D) | Regie           | Drehbuch                                         |
| ---------- | --------- | -------------------- | -------------------- | -------------------- | ------------------------------------- | --------------- | ------------------------------------------------ |
| 23         | 1         | Power Play           | Power Play           | 18. Jan. 2016        | 6. Dez. 2019                          | Jonathan Frakes | James LaRosa                                     |
| 24         | 2         | Kurz vor Mitternacht | Blocked              | 25. Jan. 2016        | 6. Dez. 2019                          | Jonathan Frakes | Holly Henderson & Don Whitehead                  |
| 25         | 3         | Die Party            | Fake Out             | 1. Feb. 2016         | 6. Dez. 2019                          | Tamra Davis     | Sarah E. Fahey                                   |
| 26         | 4         | Gute Verteidigung    | Good D               | 8. Feb. 2016         | 13. Dez. 2019                         | Tamra Davis     | James LaRosa                                     |
| 27         | 5         | Ausgesperrt          | Lockout              | 22. Feb. 2016        | 13. Dez. 2019                         | Bille Woodruff  | Judalina Neira                                   |
| 28         | 6         | Falle                | Carrying             | 29. Feb. 2016        | 13. Dez. 2019                         | Bille Woodruff  | Holly Henderson, Don Whitehead & Kristen SaBerre |
| 29         | 7         | Auf der Spur         | Killer Crossover     | 7. März 2016         | 20. Dez. 2019                         | Janice Cooke    | James LaRosa                                     |
| 30         | 8         | Abrechnung           | Upset                | 14. März 2016        | 20. Dez. 2019                         | Janice Cooke    | Sarah E. Fahey & Judalina Neira                  |
| 31         | 9         | Abschiede            | Loss                 | 21. März 2016        | 20. Dez. 2019                         | James LaRosa    | Holly Henderson & Don Whitehead                  |
| 32         | 10        | Machtwechsel         | Possession           | 28. März 2016        | 27. Dez. 2019                         | James LaRosa    | James LaRosa                                     |
| 33         | 11        | Die Traumhochzeit    | Til Death Do Us Part | 5. Sep. 2016         | 27. Dez. 2019                         | James LaRosa    | James LaRosa                                     |

## Staffel 4
Die Erstausstrahlung der vierten Staffel war vom 10. Juli bis zum 28. August 2018 auf dem US-amerikanischen Kabelsender BET zu sehen. Eine deutschsprachige Erstausstrahlung wurde bisher noch nicht gesendet.
| Nr. (ges.) | Nr. (St.) | Deutscher Titel | Originaltitel | Erstausstrahlung USA | Deutschsprachige Erstausstrahlung (—) | Regie          | Drehbuch            |
| ---------- | --------- | --------------- | ------------- | -------------------- | ------------------------------------- | -------------- | ------------------- |
| 34         | 1         | —               | Slay          | 10. Juli 2018        | —                                     | James LaRosa   | James LaRosa        |
| 35         | 2         | —               | Beast Mode    | 17. Juli 2018        | —                                     | James LaRosa   | James LaRosa        |
| 36         | 3         | —               | Bad Blood     | 24. Juli 2018        | —                                     | Bille Woodruff | Holly Henderson     |
| 37         | 4         | —               | Number’s Up   | 31. Juli 2018        | —                                     | Bille Woodruff | Sarah E. Fahey      |
| 38         | 5         | —               | End Game      | 7. Aug. 2018         | —                                     | George Bamber  | Carla Banks Waddles |
| 39         | 6         | —               | Hot Streak    | 14. Aug. 2018        | —                                     | George Bamber  | Kristen Saberre     |
| 40         | 7         | —               | Foul          | 21. Aug. 2018        | —                                     | James LaRosa   | Holly Henderson     |
| 41         | 8         | —               | Final Seconds | 28. Aug. 2018        | —                                     | James LaRosa   | James LaRosa        |